# Emari Demercado
Emari Demercado (Inglewood, 20 gennaio 1999) è un giocatore di football americano statunitense che milita nel ruolo di running back per gli Arizona Cardinals della National Football League (NFL).

## Carriera

### Arizona Cardinals
Demercado al college giocò a football al Saddleback College (2017) e a TCU (2018-2022). Dopo non essere stato scelto nel Draft NFL 2023 firmò con gli Arizona Cardinals. Il 29 agosto fu annunciato che era riuscito a entrare nei 53 uomini del roster per l'inizio della stagione regolare. Nella settimana 5 contro i Cincinnati Bengals segnò il suo primo touchdown su corsa. Il secondo fu nel quindicesimo turno contro i San Francisco 49ers.
Nel nono turno della stagione 2024, Demarcado segnò un touchdown dopo una corsa da 53 yard nella vittoria sui Chicago Bears.